# Doñinos de Salamanca
Doñinos de Salamanca ist ein westspanischer Ort und eine Gemeinde (municipio) mit 2.209 Einwohnern (Stand: 2024) im Osten der Provinz Salamanca in der Region Kastilien und León. Neben dem Hauptort Doñinos de Salamanca gehören die Ortschaften San Julián de la Valmuza, Santibáñez del Río, Argentina und El Pegollo zur Gemeinde.

## Lage und Klima
Der ca. 830 m hoch gelegene Ort Doñinos de Salamanca liegt im Süden der altkastilischen Hochebene (meseta). Der Río Tormes begrenzt die Gemeinde im Nordosten. Die Großstadt Salamanca befindet sich knapp 15 km in westlicher Richtung entfernt. Durch die Gemeinde führt die Autovía A-62 von Salamanca zur portugiesischen Stadt Guarda.
Das Klima im Winter ist durchaus kühl; die geringen Niederschlagsmengen (ca. 486 mm/Jahr) fallen – mit Ausnahme der eher trockenen Sommermonate – verteilt übers ganze Jahr.

## Bevölkerungsentwicklung
| Jahr      | 1970 | 1981 | 1991 | 2001 | 2011 | 2021 |
| Einwohner | 601  | 548  | 643  | 742  | 1735 | 2214 |

Durch die Nähe zur Provinzhauptstadt Salamanca ist auch ein Bevölkerungsanstieg in den vergangenen Jahren festzustellen gewesen. 

## Wirtschaft
Das wirtschaftliche Leben der Landgemeinde war jahrhundertelang in hohem Maße agrarisch geprägt, doch wurde hauptsächlich zum Zweck der Selbstversorgung produziert – im Umland wurde Getreide ausgesät; Gemüse stammte aus den Hausgärten und auch Viehzucht wurde betrieben. Wenngleich viele Einwohner in Salamanca arbeiten, spielt die Landwirtschaft auch heute noch eine Rolle im Wirtschaftsleben der Gemeinde.

## Sehenswürdigkeiten
- römische Ruinen bei San Julián de la Valmuza
- Dominikuskirche (Iglesia parroquial de Santo Domingo de Guzmán)
- Museum für zeitgenössische Kunst Ángel Mateos

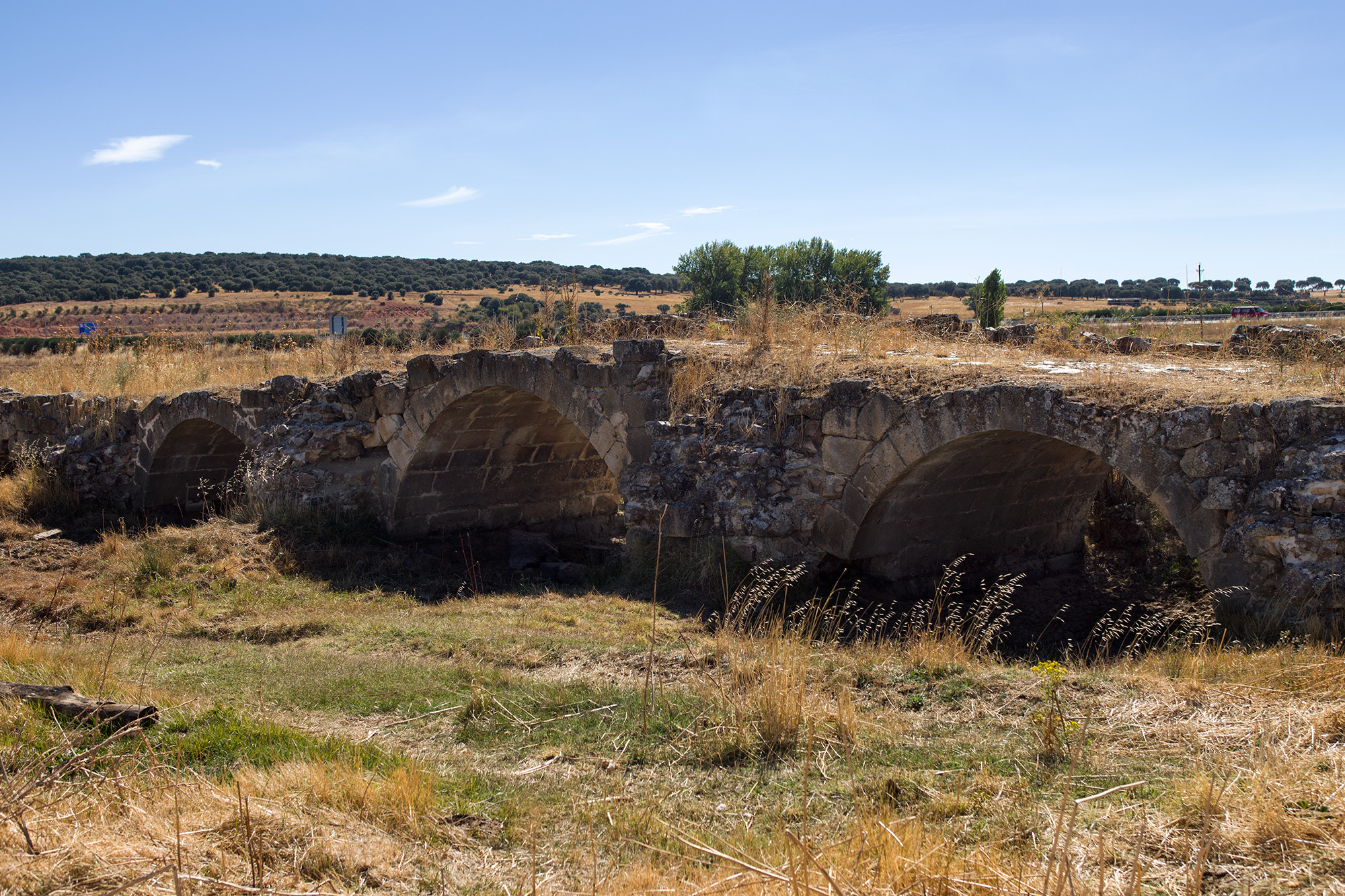
Römische Ruinen
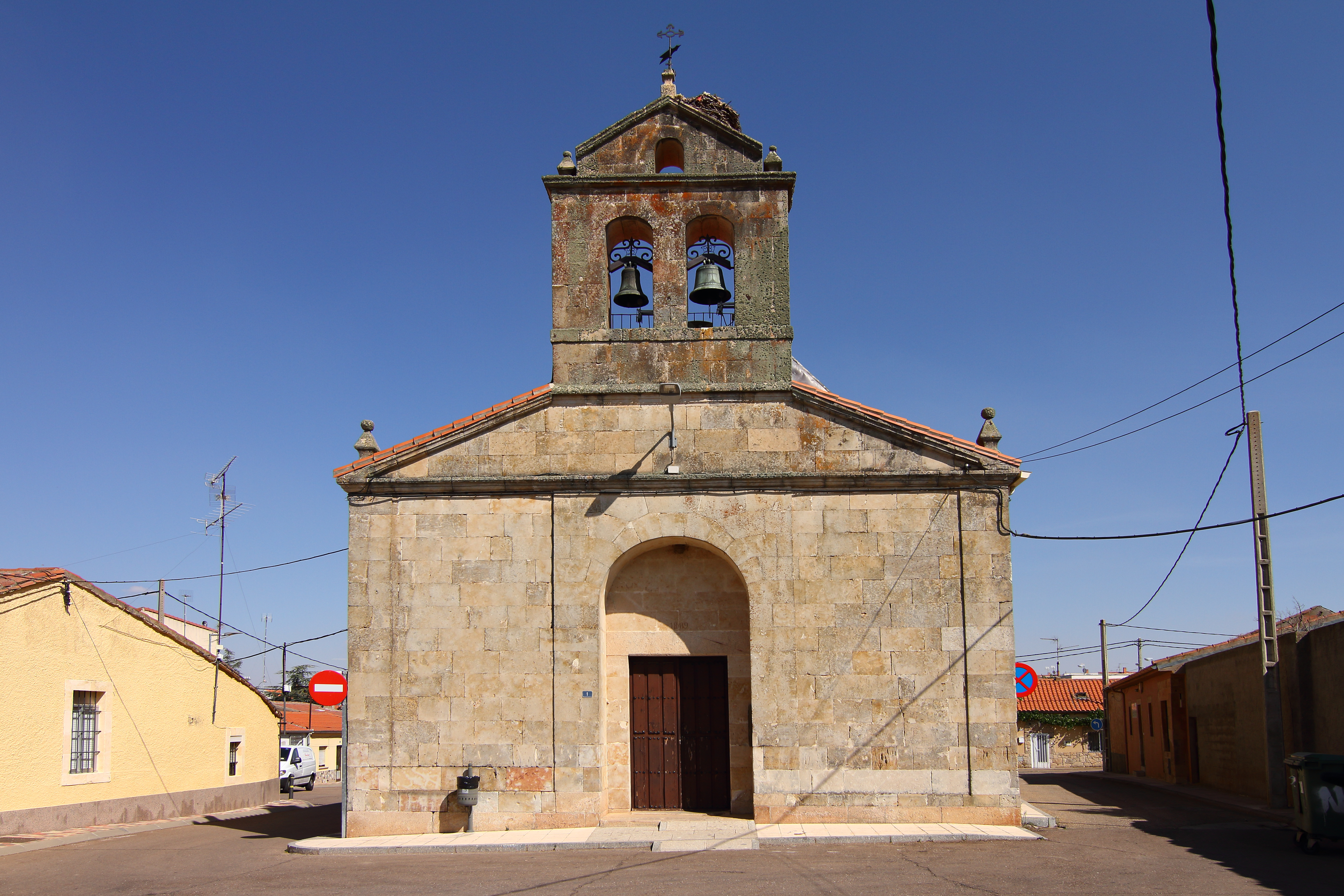
Dominikuskirche
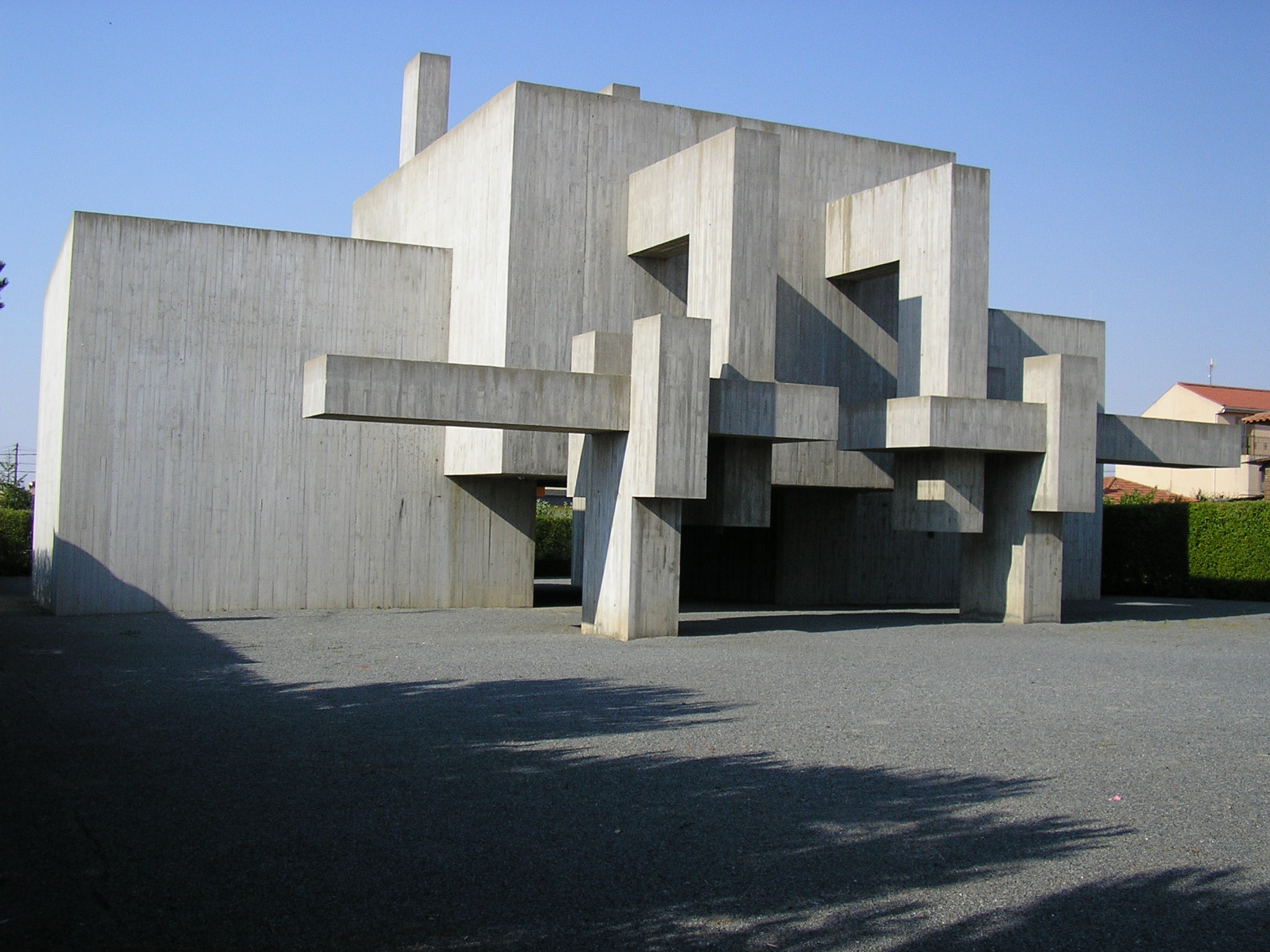
Museum für zeitgenössische Kunst Ángel Mateos